# Gonolobus
Gonolobus (Gonolobus) je rod rostlin z čeledi toješťovité. Jsou to popínavé byliny a liány s jednoduchými, vstřícnými, často srdčitými listy a pravidelnými květy v krátce stopkatých vrcholičnatých květenstvích. Rod zahrnuje asi 100 až 150 druhů a je rozšířen v Severní, Střední a Jižní Americe a na Karibských ostrovech.

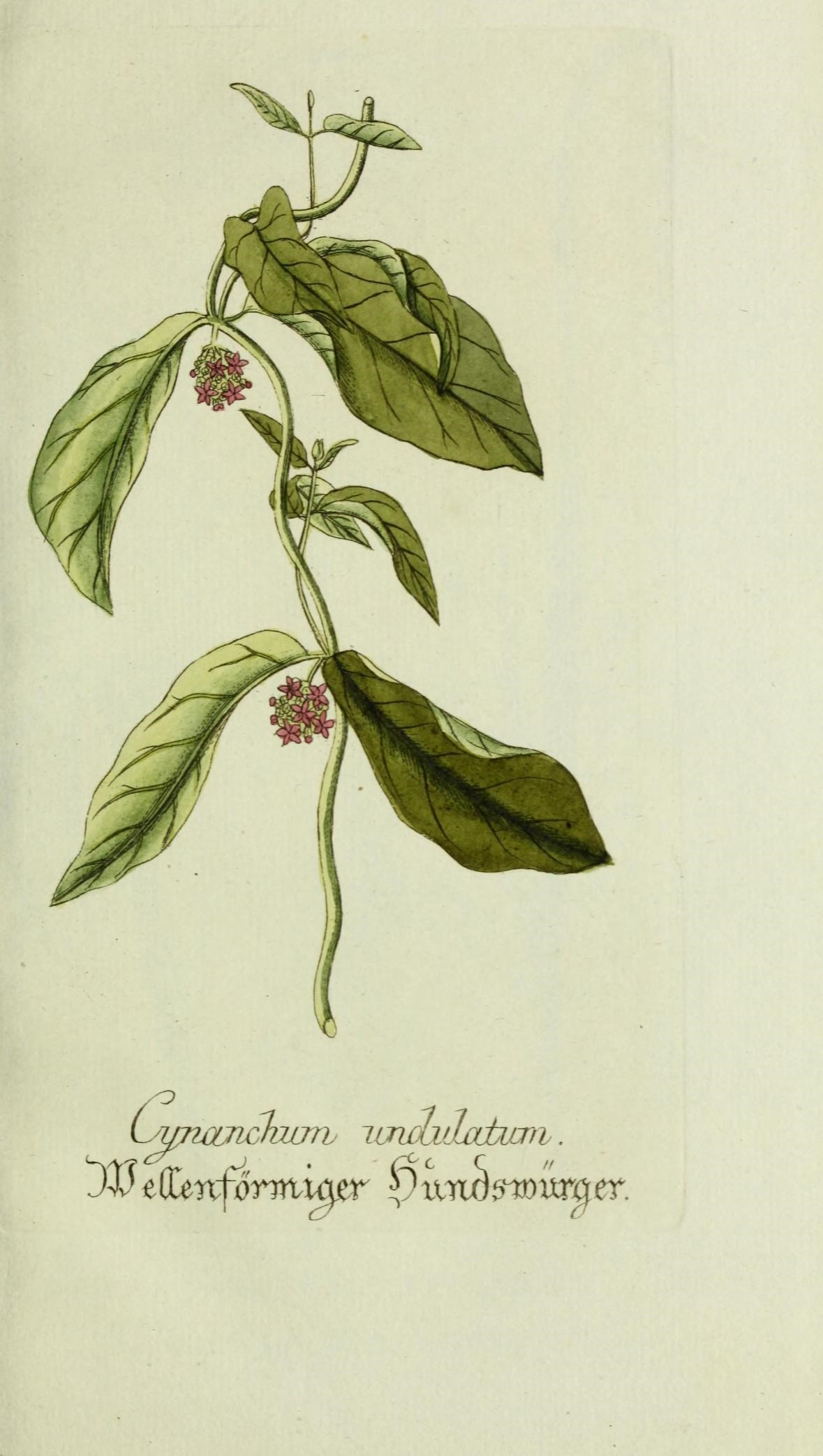
Kresba Gonolobus undulatus

## Popis
Zástupci rodu gonolobus jsou popínavé byliny až polodřevnaté liány s jednoduchými vstřícnými listy. Listy jsou řapíkaté, vejčité až vejčitě eliptické, na bázi často srdčité, obvykle chlupaté. Květenství jsou přisedlé nebo krátce stopkaté, úžlabní vrcholíky připomínající buď okolík nebo hrozen. Kalich je hluboce laločnatý, na bázi mezi laloky je po 1 žlázce. Koruna je kolovitá až zvonkovitá, obvykle s krátkou a otevřenou korunní trubkou.
Gynostegium je obvykle ostře pětihranné, přisedlé až dlouze stopkaté, se zploštělou bliznovou hlavou. Prašníky tyčinek mají na hřbetní straně lupenité přívěsky.
Pakorunka je terčovitá až pětilaločnatá, obvykle dužnatá a tmavší než koruna. Plodem je měchýřek nebo souplodí 2 měchýřků. Měchýřky jsou různě tvarované, na povrchu žebernaté až křídlaté. Obsahují mnoho úzce vejčitých až úzce eliptických semen se zubatým okrajem.

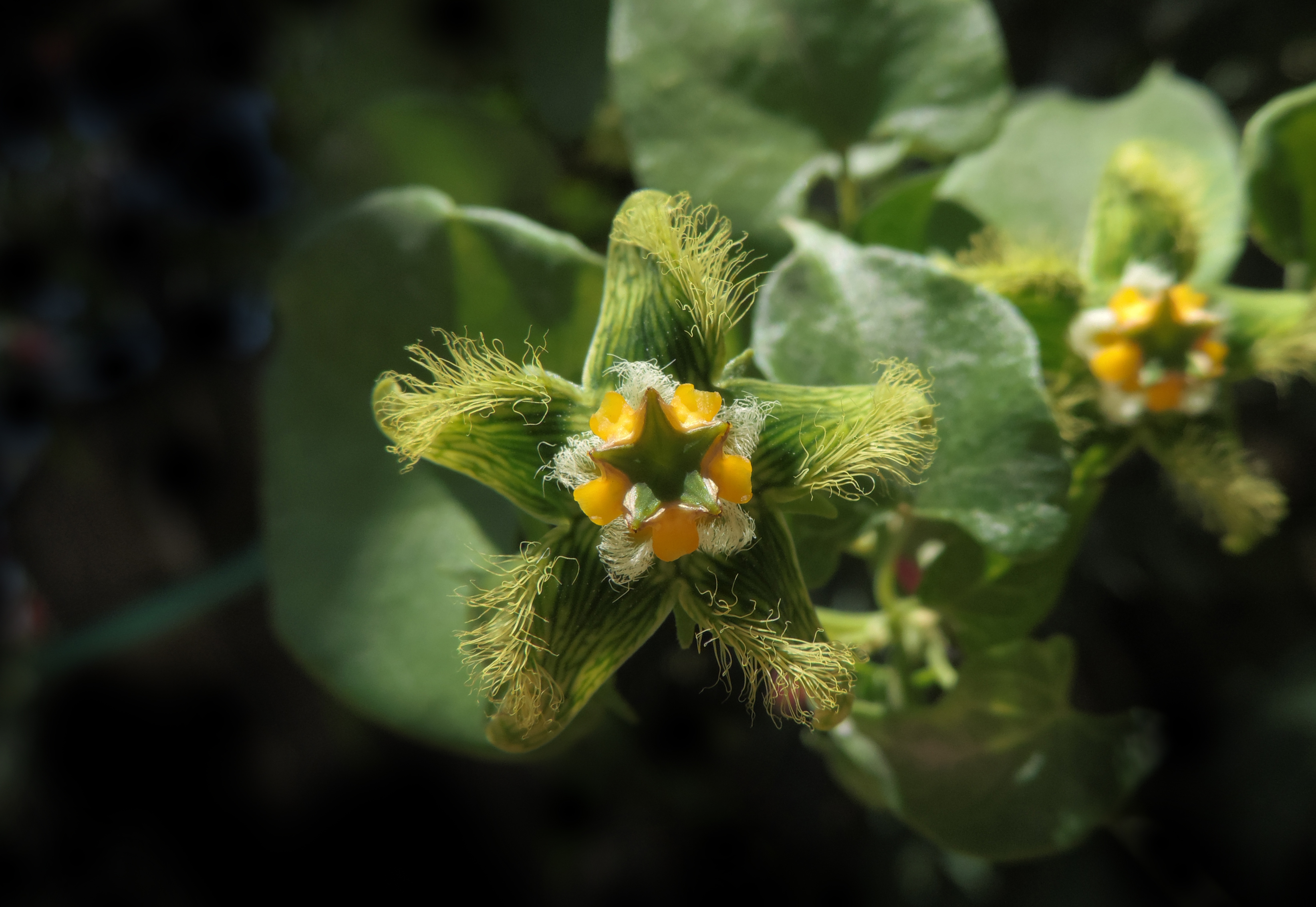
Květy Gonolobus barbatus

## Rozšíření
Rod gonolobus zahrnuje asi 100 až 150 druhů. Je rozšířen výhradně v Americe od východních oblastí USA po Argentinu a Bolívii a na Karibských ostrovech. V USA se vyskytují 2 druhy. Gonolobus suberosus roste v jihovýchodních oblastech země, G. arizonicus (syn. Matelea arizonica) je endemit Arizony.

## Taxonomie
Rod Gonolobus je v rámci čeledi Apocynaceae řazen do podčeledi Asclepiadoideae, tribu Asclepiadeae a subtribu Gonolobinae. Velký rozptyl odhadovaného počtu druhů (100 až 150) je dán malou prozkoumaností tropických zástupců a také rozdíly ve vymezení rodu Gonolobus a blízce příbuzných rodů.